# Atlantis (hudební skupina)
Atlantis byla česká rocková skupina původem z Brna, působící v letech 1962–1973. Od roku 1967 byl jejím frontmanem Petr Ulrych, k němuž se později přidala i jeho sestra Hana.

## Historie
Na konci roku 1962 založili tři studenti střední elektroprůmyslové školy v brněnské Leninově (dnes Kounicově) ulici skupinu Brilant, hrající dixieland. Zanedlouho ji posílil olomoucký kytarista Stanislav Regal. Kapela se pod vlivem nástupu The Beatles zaměřila na bigbítovou hudbu a roku 1964 se přejmenovala na Atlantis. Hráli na lokální scéně, koncertovali ale také v Rakousku. Na podzim 1967 získali posilu v podobě zpěváka a skladatele Petra Ulrycha, který právě odcházel z Vulkánu, kde nastal pěvecký přetlak. Skupina Atlantis v té době hrála zahraniční skladby (např. od Cream nebo The Jimi Hendrix Experience), nicméně podobně jako ve Vulkánu se začal prosazovat Ulrychův autorský potenciál, jehož typickým znakem byla výrazná melodie svébytného moravského pojetí.
Již roku 1967 natočila kapela v brněnském studiu Československého rozhlasu svoje první profesionální nahrávky a v roce 1968 vydala ve vydavatelství Supraphon svoje první singly – některé písně se dostaly do hitparády Dvanáct na houpačce. Na jaře toho roku skupina koncertovala v Západním Německu, kde vyhrála III. mezinárodní beatový festival v Bottropu. Později se členkou skupiny stala i Ulrychova sestra Hana. Na podzim 1968 emigroval baskytarista Jiří Svoboda a z Atlantisu rovněž odešel poslední z původních členů, bubeník Zdeněk Kluka. V obměněné sestavě kapela chystala svoje první dlouhohrající album Odyssea, které ve spolupráci s Orchestrem Gustava Broma nahrála v červnu 1969, nicméně jeho vydání již komunistická cenzura neumožnila. Instrumentalisté Atlantisu v tomto roce působili v západoněmeckém nastudování muzikálu Vlasy, zatímco sourozenci Ulrychovi vystupovali v Československu se svým vlastním programem. Po návratů hráčů z Německa kapela opět začala působit jako jeden celek – v roce 1970 hráli jak svůj autorský repertoár, včetně písní z nevydané Odyssei, tak převzaté anglické skladby (např. od Manfreda Manna, Donovana, Boba Dylana, aj.). Ulrychovy písně „Nechoď do kláštera“ a „Brána milenců“, vydané rovněž na singlech, se staly tehdejšími hity.
Na podzim 1970 koncertoval Atlantis společně v Západním Německu, v roce 1971 se skupina ale opět rozdělila – sourozenci Ulrychovi využili nabídku pražského divadla Rokoko, kde během roku vystupovali s vlastním pořadem, zatímco zbytek kapely hrál sám. Kytarista Stanislav Regal, působící v kapele téměř od jejího založení, se oženil a přestěhoval do Berlína, takže jej v roce 1971 na krátkou dobu vystřídal Jan Milonig. Ten zanedlouho zamířil do Junior – Speakers, takže post kytaristy převzal Vladimír Severa. Sourozenci Ulrychovi nahráli s Atlantisem na konci roku 1971 album Hej dámy, děti a páni, které se již odklonilo od rockového stylu, ale díky Ulrychovu autorství obsahovalo moravskou melodiku a moravská folklorní témata. Petr Ulrych byl však kvůli své angažovanosti v srpnu 1968, kdy nazpíval protiválečnou píseň „Zachovejte klid“, ve veřejném prostoru postupně umlčován, takže ani Atlantis se nemohl více prosadit. Na jaře 1973 skupina odehrála v úplně odlišné sestavě několik koncertů pro Mezinárodní den žen, potom ale byla její aktivita definitivně zastavena a sourozenci Ulrychovi se přeorientovali k moravské lidové hudbě. Název Atlantis následně využili pro svůj doprovodný soubor ještě krátce v roce 1974, od té doby však vystupují se skupinou Javory.
Díky jediné zachované kopii pásků s nahrávkou Odyssei mohl Supraphon toto album poprvé vydat v roce 1990.

## Členové skupiny
Ve skupině Atlantis se vystřídali následující hudebníci:
- Petr Ulrych – zpěv, kytara, harmonika (1967–1973)
- Hana Ulrychová – zpěv (1968–1973)
- Jiří Jirgl – kytara (1962–1966)
- Stanislav Regal – kytara (1963–1971?), elektronické varhany (1967–1968)
- Oldřich Fiala – kytara (1966–1967/1968)
- Jan Vrána – klavír (1966?–1967?)
- Jan Millonig – kytara (1971?)
- Vladimír Severa – kytara (1971–1972?)
- Ladislav Klein – kytara (1973)
- Jaroslav Vraštil – elektronické varhany (1968–1972?)
- Rudolf Hájek – klavír, saxofon, flétna (1973)
- Vladimír Marek – baskytara (1962–1967?)
- Jiří Svoboda – baskytara (1967–1968)
- Ivo Křižan – baskytara (1968–1970), kytara (1971)
- Vladimír Ryška – baskytara (1970–1971?)
- Pavel Váně – baskytara (1971?)
- Jan Hubáček – baskytara (1971–1972?)
- Jan Hauser – baskytara (1973)
- Zdeněk Kluka – bicí (1962–1968, 1971–1972?)
- Vladimír Grunt – bicí (1968–1971?)
- Jaromír Helešic – bicí (1973)

## Diskografie
Níže je uvedena kompletní diskografie skupiny Atlantis.

### Alba
- 1972 – Hej dámy, děti a páni (Panton 11 0310)
- 1974 – Hana & Petr (anglická verze alba Hej dámy, děti a páni; Panton-Artia 11 0377)
- 1990 – Odyssea („trezorové“ album nahrané roku 1969; Supraphon 1133 0580)

### Singly
- 1968 – „Jen o to mi nejde“ / „Seď a tiše poslouchej“ (Supraphon 043 0475)
- 1968 – „Wine or Love“ (jedná se o A stranu split singlu, na jehož B straně se nacházela píseň skupiny Vulkán; Supraphon 043 0539)
- 1968 – „Dlouhý stín“ / „Král umírá“ (Supraphon 043 0564)
- 1968 – „Wine or Love“ / „Pig Headed Mona“ (Supraphon–Artia 043 0590)
- 1969 – „Křížová cesta“ / „Strange Brew“ (Supraphon 043 0674)
- 1969 – „Nechoď do kláštera“ / „You Don't Love Me Anymore“ (Supraphon 043 0675)
- 1969 – „Nonsens“ / „V poslední době“ (Discant 043 0019)
- 1970 – „Vůně“ / „Don't You Break It Again“ (Supraphon 043 0891)
- 1970 – „Brána milenců“ / „Nikdy nebudu tvá“ (Supraphon 043 0927)
- 1971 – „Sedm let jsem světem bloudil“ (jedná se o B stranu split singlu, na jehož A straně se nacházela píseň Hany Ulrychové a Tanečního orchestru Československého rozhlasu; Supraphon 043 1179)
- 1972 – „Chtěl jsem hledat čistou studánečku“ (jedná se o B stranu split singlu, na jehož A straně se nacházela píseň Hany a Petra Ulrychových a orchestru Studia Brno; Panton 04 0406)
- 1972 – „Dívka mých snů“ / „V ráji papoušků“ (Panton 04 0407)

### Ostatní
- 1970 – píseň „Ticho“ na sampleru Zlatý slavík 1969 (Supraphon 013 0911)
- 1971 – písně „The Times I Adore“ a „Don't You Break It Again“ na sampleru Beat-line of Today (Supraphon–Artia 113 0858[10])